# T1聯盟
社團法人台灣頂級職業籃球大聯盟（簡稱：T1聯盟）為臺灣男子職業籃球聯盟，是繼中華職籃和P. LEAGUE+（PLG）之後，臺灣第三個開打的職業籃球聯盟。原所屬球隊於2024-25賽季分別加入PLG與台灣職業籃球大聯盟（TPBL）。

## 歷史

第一代官方標誌

### 2021年
2021年5月10日，新聯盟籌備小組發佈聲明稿表示由前NBA臺灣總經理管光中擔任發起人，至少四家臺灣企業表達參加意願。5月24日，新聯盟宣布定名為「T1 League」，而名稱中的T代表著Top（頂尖）和Taiwan（臺灣），並表示有來自新北市、臺北市、臺中市與高雄市的企業向聯盟提出加盟申請。5月26日，高雄海神宣佈進軍T1聯盟。6月11日，T1聯盟表示除了四支球隊已繳納意向書之外，還有兩支球隊向聯盟提出加盟意願。6月19日，臺中太陽宣佈球隊正式成軍。6月21日，T1聯盟與四支球隊未來五年的運營與財務規劃在球團領隊會議中正式通過，四支球隊正式簽署加盟意向書、繳交加盟權利金新臺幣500萬元，並簽署三年不退出聯盟之保證。6月26日，T1聯盟公佈聯盟Logo以及其設計理念。7月30日，新北中信特攻宣佈球隊正式成軍。
8月6日，T1聯盟宣佈由錢薇娟出任聯盟會長，首賽季新增桃園雲豹和臺南球隊；社會團體「台灣頂級職業籃球大聯盟」成立。8月9日，T1聯盟舉辦第一屆新人選秀會。8月17日，社會團體「台灣頂級職業籃球大聯盟」依《人民團體法》經內政部核准立案。9月2日，台灣啤酒宣佈以「台灣啤酒英熊」參戰T1聯盟。9月6日，T1聯盟宣佈由張運智出任聯盟秘書長。9月8日，臺灣臺北地方法院發文公告「社團法人台灣頂級職業籃球大聯盟」完成設立登記。9月30日，臺南球隊公布隊名為「臺南台鋼獵鷹」。10月27日，高雄海神接受全家便利商店冠名贊助改名為「高雄全家海神」。10月29日，T1聯盟接受台灣運動彩券冠名為「台灣運彩xT1聯盟」。11月25日，臺中太陽接受臺中市私立葳格高級中學冠名贊助改名為「臺中葳格太陽」。11月27日，2021-22賽季例行賽於臺北市立大學天母校區體育館開打，由台灣啤酒英熊對陣高雄全家海神。

### 2022年
2022年6月4日，高雄全家海神以3比0擊退臺中葳格太陽，收下2021-22賽季年度總冠軍。7月12日，T1聯盟舉辦第二屆新人選秀會。9月5日，T1聯盟宣布秘書長張運智轉任高級顧問、賽務長賈凡轉任賽務顧問，由張樹人接任秘書長、謝志成接任賽務長。10月29日，2022-23賽季例行賽於新北市立新莊體育館開打，由新北中信特攻迎戰高雄全家海神。11月2日，桃園雲豹接受永豐銀行冠名贊助更名為「桃園永豐雲豹」。

### 2023年
2023年2月28日，T1聯盟在臺北和平籃球館舉辦第一屆明星賽。5月21日，新北中信特攻以4比0擊退臺南台鋼獵鷹，收下2022-23賽季年度總冠軍。6月26日，T1聯盟常務理事會決議台新育樂股份有限公司承接台灣啤酒英熊運營方智翔運動管理顧問股份有限公司的T1聯盟參賽權。7月4日，桃園永豐雲豹與台灣啤酒籃球協會結盟合作更名為「台啤雲豹」。7月14日，T1聯盟舉辦第三屆新人選秀會，由林信寬成為選秀狀元。8月18日，T1聯盟宣布秘書長張樹人離任。8月21日，T1聯盟宣布由王志群接任秘書長。8月24日，台新育樂股份有限公司公布隊名為「臺北台新戰神」。9月15日，T1聯盟宣布臺中太陽無法符合財務資格規範未獲得2023-24賽季參賽資格。10月12日，策略行銷長蔡尚樺宣布離任。10月16日，臺中太陽宣布解散。10月23日，台啤雲豹正式冠名永豐銀行更名為「台啤永豐雲豹」。10月26日，台灣運彩表示冠名贊助T1聯盟兩年，當前階段性任務已達成。10月28日，2023-24賽季例行賽於新北市立新莊體育館開打，由新北中信特攻迎戰臺南台鋼獵鷹。11月17日，T1聯盟宣布2023-24賽季與鏡電視簽訂冠名贊助協議。12月1日，T1聯盟舉行「鏡電視xT1聯盟」冠名記者會。

### 2024年
2024年6月1日，台啤永豐雲豹以4比0擊退臺北戰神，奪得2023-24賽季年度總冠軍。6月26日，T1聯盟表示旗下五支球隊將積極參與籌設新聯盟，共同準備2024-25賽季。7月9日，台鋼獵鷹宣布退出新聯盟籌備委員會，2024-25賽季加入P. LEAGUE+；臺北台新戰神、新北中信特攻、桃園台啤永豐雲豹、高雄全家海神與台灣職業籃球大聯盟其餘三支球隊發表聯合聲明。

## 球隊
- 台灣啤酒英熊（2021年至2023年）
- 臺北戰神（2023年至2024年）
- 新北中信特攻（2021年至2024年）
- 桃園雲豹 / 桃園永豐雲豹 / 台啤永豐雲豹（2021年至2024年）
- 臺中葳格太陽 / 臺中太陽（2021年至2023年）
- 臺南台鋼獵鷹（2021年至2024年）
- 高雄全家海神（2021年至2024年）

## 規章制度

### 比賽
比賽每節12分鐘，共48分鐘，球員採取6犯離場。

## 例行賽
2021-22賽季起每隊共打30場，包含15場主場和15場客場。2023-24賽季每隊共打28場，包含14場主場和14場客場。
戰績排名
| 賽季    | 第一名                   | 第二名                    | 第三名                    | 第四名                    | 第五名                   | 第六名                   | 參考   |
| ------- | ------------------------ | ------------------------- | ------------------------- | ------------------------- | ------------------------ | ------------------------ | ------ |
| 2021-22 | - 高雄全家海神 - 23勝7敗 | - 臺中葳格太陽 - 20勝10敗 | - 新北中信特攻 - 17勝13敗 | - 台灣啤酒英熊 - 16勝14敗 | - 桃園雲豹 - 8勝22敗     | - 臺南台鋼獵鷹 - 6勝24敗 | [ 53 ] |
| 2022-23 | - 新北中信特攻 - 25勝5敗 | - 臺南台鋼獵鷹 - 19勝11敗 | - 高雄全家海神 - 16勝14敗 | - 台灣啤酒英熊 - 16勝14敗 | - 臺中太陽 - 8勝22敗     | - 桃園永豐雲豹 - 6勝24敗 | [ 54 ] |
| 2023-24 | - 新北中信特攻 - 19勝9敗 | - 台啤永豐雲豹 - 18勝10敗 | - 高雄全家海神 - 15勝13敗 | - 臺北戰神 - 11勝17敗     | - 臺南台鋼獵鷹 - 7勝21敗 | 不適用                   | [ 55 ] |

## 季後賽
外卡挑戰賽 / 季後挑戰賽
挑戰賽由例行賽排名四、五名隊伍交手，第四名隊伍保底一勝，採三戰兩勝制，勝隊晉級四強決賽。2024年因應隊伍數量減少取消季後挑戰賽制度，並由前四名晉級季後賽。
| 年份 | 晉級球隊     | 結果 | 失利球隊     | 參考   |
| ---- | ------------ | ---- | ------------ | ------ |
| 2022 | 台灣啤酒英熊 | 2比0 | 桃園雲豹     | [ 58 ] |
| 2023 | 臺中太陽     | 2比1 | 台灣啤酒英熊 | [ 59 ] |
| 2024 | 取消         | 取消 | 取消         | [ 52 ] |

四強決賽 / 四強賽
四強決賽採五戰三勝制。2022年四強決賽因應COVID-19臺灣疫情修改為三戰兩勝制。
| 年份 | 晉級球隊     | 結果 | 失利球隊     | 參考   |
| ---- | ------------ | ---- | ------------ | ------ |
| 2022 | 高雄全家海神 | 2比0 | 台灣啤酒英熊 | [ 60 ] |
| 2022 | 臺中葳格太陽 | 2比1 | 新北中信特攻 | [ 61 ] |
| 2023 | 新北中信特攻 | 3比0 | 臺中太陽     | [ 62 ] |
| 2023 | 臺南台鋼獵鷹 | 3比2 | 高雄全家海神 | [ 63 ] |
| 2024 | 臺北戰神     | 3比2 | 新北中信特攻 | [ 64 ] |
| 2024 | 台啤永豐雲豹 | 3比0 | 高雄全家海神 | [ 65 ] |

總冠軍賽
總冠軍賽採七戰四勝制。2022年總冠軍賽因應COVID-19臺灣疫情修改為五戰三勝制。
| 年份 | 奪冠球隊          | 結果 | 失利球隊     | MVP    | 參考   |
| ---- | ----------------- | ---- | ------------ | ------ | ------ |
| 2022 | 高雄全家海神（1） | 3比0 | 臺中葳格太陽 | 胡瓏貿 | [ 23 ] |
| 2023 | 新北中信特攻（1） | 4比0 | 臺南台鋼獵鷹 | 林韋翰 | [ 31 ] |
| 2024 | 台啤永豐雲豹（1） | 4比0 | 臺北戰神     | 卡森斯 | [ 66 ] |

- 括號內的數字代表球隊奪下T1聯盟年度總冠軍的次數。

## 明星賽
正規賽
| 年份 | 奪勝球隊      | 結果     | 落敗球隊    | MVP    | 參考   |
| ---- | ------------- | -------- | ----------- | ------ | ------ |
| 2023 | Team Infinity | 179比124 | Team Beyond | 霍華德 | [ 30 ] |

三分球大賽
| 年份 | 冠軍得主 | 球隊     | 參考   |
| ---- | -------- | -------- | ------ |
| 2023 | 盧冠軒   | 臺中太陽 | [ 67 ] |

灌籃大賽
| 年份 | 冠軍得主 | 球隊         | 參考   |
| ---- | -------- | ------------ | ------ |
| 2023 | 劉駿霆   | 臺南台鋼獵鷹 | [ 68 ] |

## 裁判
2021-22賽季聯盟無規劃專職裁判。例行賽單場吹判費用為新臺幣4,000元，外卡挑戰賽為新臺幣4,500元，四強賽為新臺幣5,000元，總冠軍賽為新臺幣6,000元。2022-23賽季引進專職裁判。季後挑戰賽起聘請菲律賓籍裁判Glenn Cornelio與馬來西亞籍裁判陳偉松兩位外籍國際裁判共同執法。2023-24賽季依照裁判過往執法經歷及執法績效分為A級、B級等兩個等級，並依據等級給予薪酬。

## 轉播
| 賽季    | 電視                                  | 網路                                                                                | 參考                        |
| ------- | ------------------------------------- | ----------------------------------------------------------------------------------- | --------------------------- |
| 2021-22 | Eleven Sports、愛爾達電視             | 17LIVE、Twitch（2022年起）、Facebook（2022年1月28日起）、LINE TODAY（季後挑戰賽起） | [ 73 ] [ 74 ] [ 75 ] [ 76 ] |
| 2022-23 | Eleven Sports、緯來體育台、愛爾達電視 | YouTube、麥卡貝網路電視（2022年12月16日起）                                         | [ 26 ] [ 77 ]               |
| 2023-24 | 緯來體育台、愛爾達電視                | YouTube、Twitch                                                                     | [ 78 ]                      |

## 年度口號
| 賽季    | 年度口號              | 參考   |
| ------- | --------------------- | ------ |
| 2021-22 | More Than One不僅如此 | [ 79 ] |
| 2022-23 | 歡迎光臨T1宇宙        | [ 26 ] |
| 2023-24 | 想不到吧！            | [ 80 ] |

## 外部連結
- 官方网站
- T1聯盟的Facebook專頁
- T1聯盟的Instagram帳戶
- T1聯盟的Threads
- YouTube上的T1聯盟頻道